# Площадь Революции (Нижний Новгород)
Площадь Революции (до 1934 года Вокзальная) — площадь, расположенная перед железнодорожным вокзалом Нижнего Новгорода. Одна из главных площадей города. Здесь находятся несколько крупных торговых центров, в том числе и Центральный универмаг (ЦУМ). Площадь Революции является отправной точкой для многих маршрутов Нижнего Новгорода и области. От неё можно попасть в любой район города. Также, непосредственно под самой площадью располагается первая в России четырёхпутная станция метро «Московская», через один зал которой проложены сразу 2 линии: Автозаводская и Сормовско-Мещерская линия в обоих направлениях.

## История
Площадь появилась почти в одно время с Железнодорожным вокзалом, в 1870-е годы.

### Наименование
Ранее площадь носила название Вокзальная из-за расположенного рядом с ней бывшего Московского вокзала. Затем, после спасательной операции на месте крушения парохода «Челюскин» она была переименована в площадь Челюскинцев. После Второй Мировой войны, в 1967 году была переименована в площадь Революции — в честь пятидесятилетия Октябрьской революции.

### Великая Отечественная война
Во времена ВОВ площадь, наряду с Московским вокзалом, была атакована немецкой авиацией. Однако немецкие лётчики промахнулись мимо цели. Одна бомба взорвалась на рельсах, вторая — пробила крышу дома по улице Чкалова, третья — упала рядом с госпиталем. В ответ посыпались залпы из зенитных орудий. Но до врага они тоже не долетели. Зато «подбили» жилой дом и воинский склад.

## Современное состояние
Площадь Революции — одно из самых посещаемых мест в Нижнем Новгороде. Большую роль играет наличие железнодорожного вокзала и Канавинского автовокзала, с которых стекается основной поток приезжих.

### Здания
На площади Революции расположено несколько крупных торговых центров: ЦУМ, «Республика» и «Чкалов». Центральный универмаг — самый старый из них: здание было спроектировано архитекторами Валентином Рымаренко и Анатолием Жуковым в 1938 году, а построено уже после окончания войны (открыто 30 апреля 1954 года). Второе крыло было открыто в 1995 году. В Советские годы ЦУМ являлся крупнейшим центром торговли по всей Горьковской области.

## Транспорт
Возле этой площади проходит немало маршрутов городского общественного транспорта:
- Метрополитен:
  - станция «Московская»

по Московскому шоссе
- Автобусные социальные маршруты:
  - № 3 (пос. Высоково — ЗКПД-4)
  - № 45 (мкр. Верхние Печёры — Улица Ярошенко — ЗКПД-4)
  - № 48 (Улица Долгополова — мкр. Сортировочный)
  - № 57 ( Стрелка — пос. Дубравный)
  - № 69 ( Стрелка — мкр. Юг)
  - № 90 (мкр. Верхние Печёры — Центр Сормова — ЗКПД-4)
  - № 95 (Площадь Свободы — пос. Дубравный)
- Троллейбусные:
  - № 8 (Московский вокзал — пос. Дубравный)
  - № 10 (Мещерское озеро — Агрокомбинат «Горьковский»)
  - № 15 (Московский вокзал — Платформа Чаадаева)
  - № 25 (Мещерское озеро — мкр. Сортировочный)
- Трамвайные:
  - № 6 (Московский вокзал — Центр Сормова — Улица Ярошенко — Московский вокзал)
  - № 7 (Московский вокзал — Улица Ярошенко — Центр Сормова — Московский вокзал)
- Маршрутное такси: № т45, т49, т57, т71, т89, т92, т319;

по площади Революции
- Автобусные социальные маршруты:
  - № 9 («Красное Сормово» — Улица Космическая)
  - № 19 (пос. Высоково — пос. Дачный)
  - № 26 (Улица Долгополова — ул. Бекетова — мкр. Кузнечиха-2)
  - № 43 (Улица Долгополова — Автовокзал «Щербинки»)
  - № 48 (Улица Долгополова — мкр. Сортировочный)
  - № 61 (Улица Долгополова —мкр. Верхние Печёры)
  - № 66 ( Стрелка —Автовокзал «Щербинки»)
  - № 80 (Улица Долгополова — ш. Анкудиновское — мкр. Кузнечиха-2)
- Маршрутное такси: № т13, т34, т37, т40, т50, т67, т74, т86, т87;

До 2008 года проходил троллейбус:
- № 18 (Мещерское озеро — Улица Памирская)

по улице Прокофьева
- Трамвайные:
  - № 1 (Московский вокзал — «Чёрный пруд»);
  - № 3 (Московский вокзал —Парк «Дубки»);
  - № 27 (Московский вокзал — Трамвайное депо № 1);
  - № 417 (Московский вокзал — 52-й квартал).

## Фотогалерея

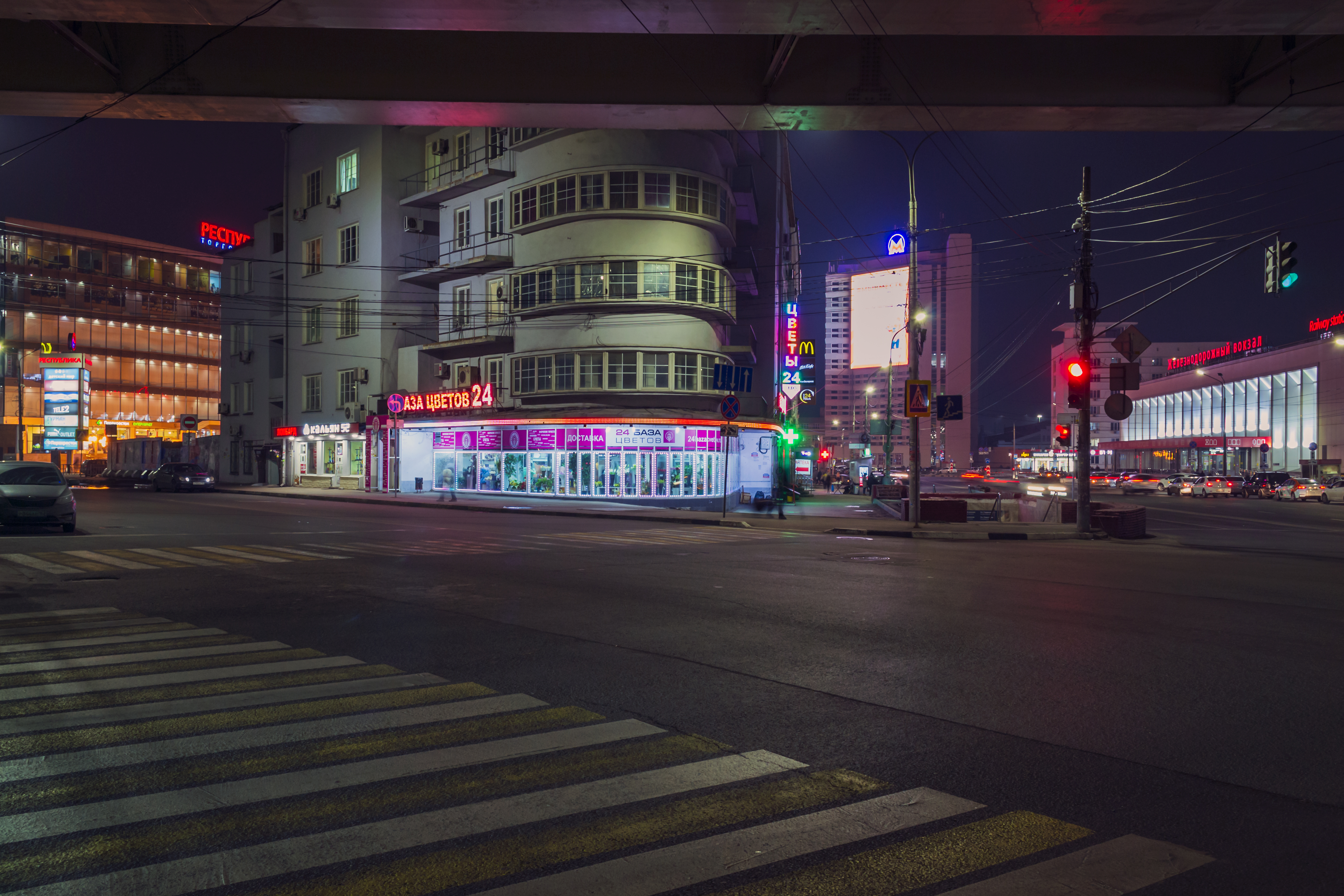
«Дом-утюг»
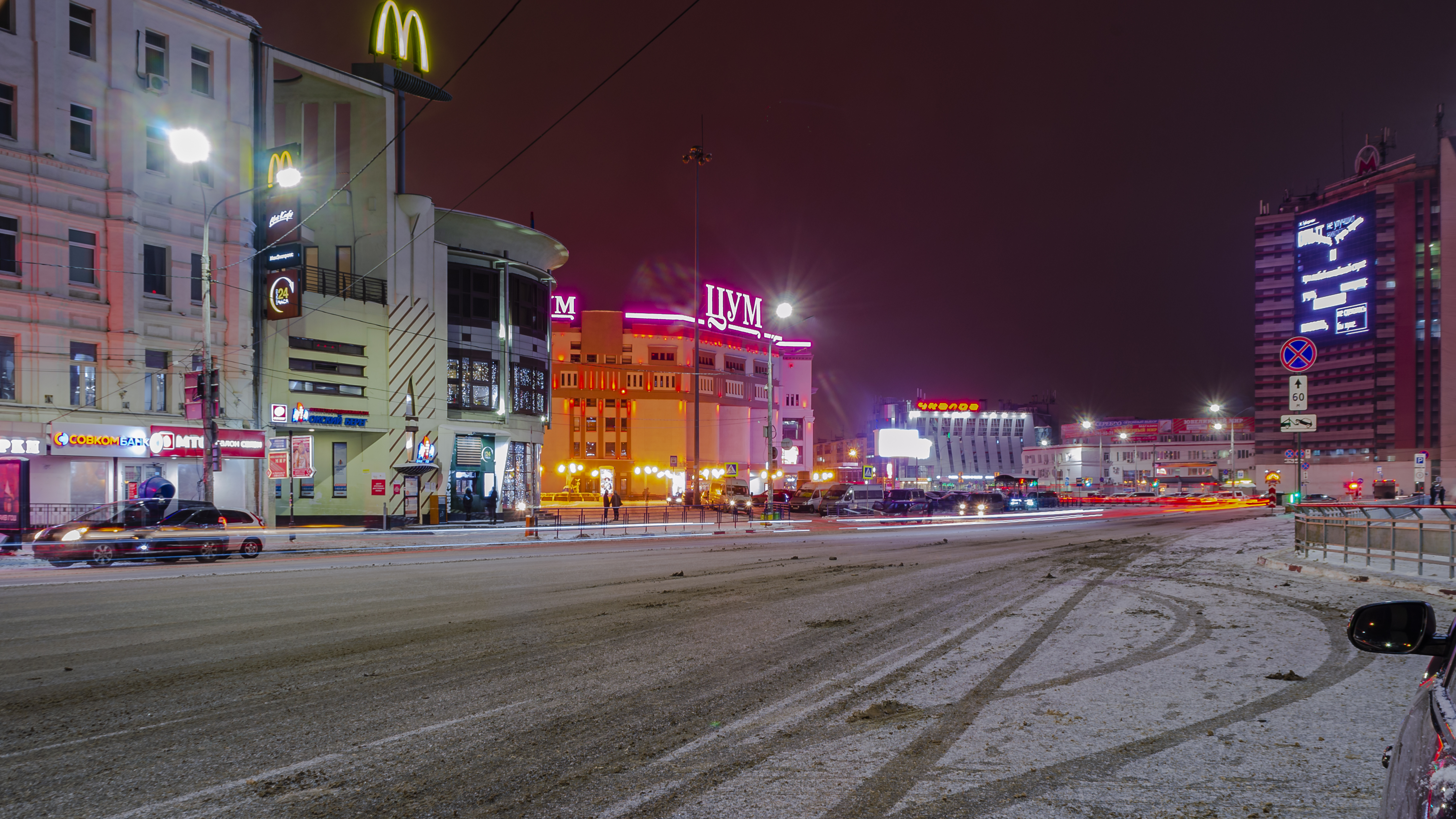
Площадь ночью: Макдоналдс, Центральный универмаг и управление метрополитена
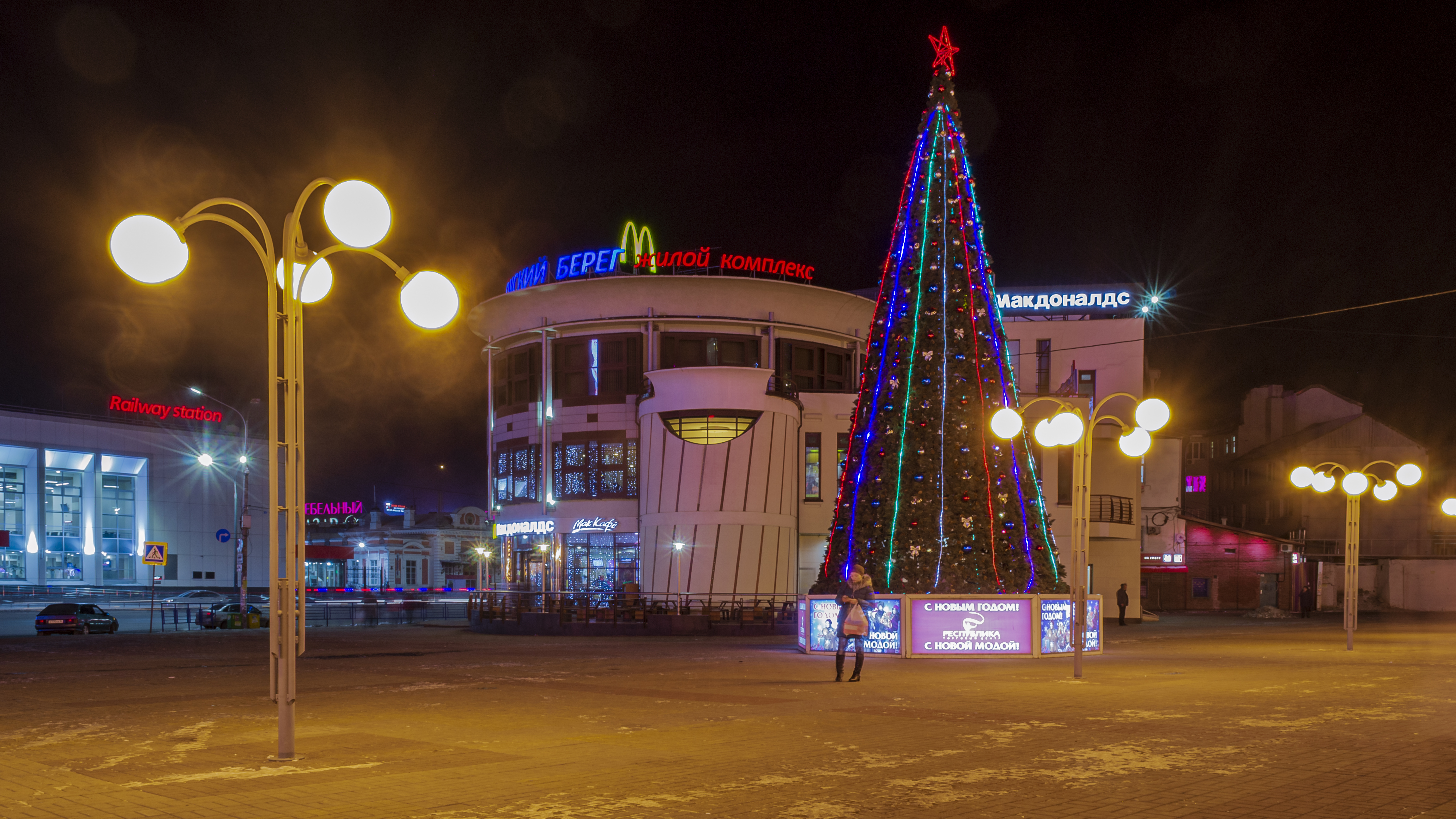
Новогодняя ёлка на площади
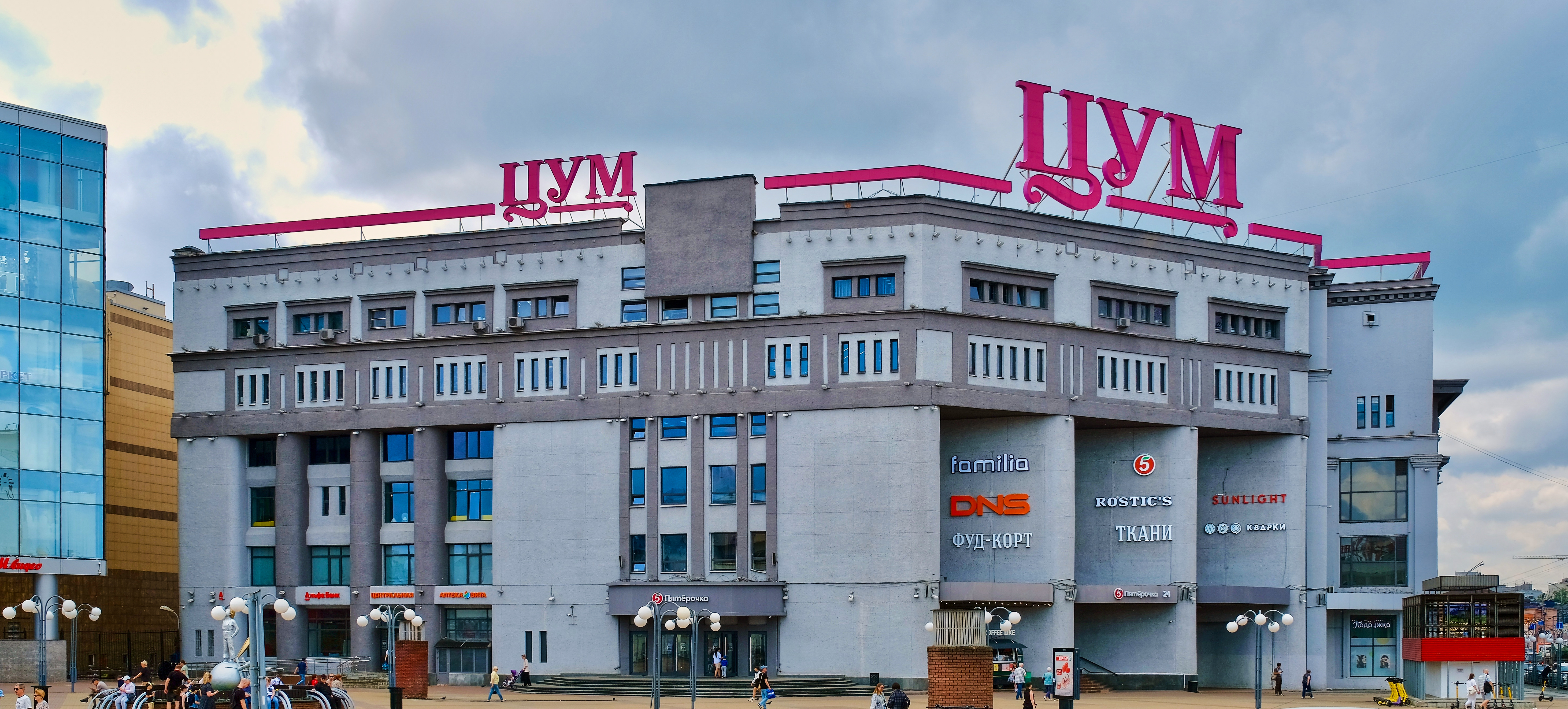
Центральный универмаг